# Moșorîne, Znameanka
Moșorîne (în ucraineană Мошорине) este localitatea de reședință a comunei Moșorîne din raionul Znameanka, regiunea Kirovohrad, Ucraina.

## Demografie
Componența lingvistică a localității Moșorîne
     Ucraineană (94,03%)
     Rusă (3,18%)
     Română (1,52%)
     Alte limbi (0,39%)
Conform recensământului din 2001, majoritatea populației localității Moșorîne era vorbitoare de ucraineană (94,03%), existând în minoritate și vorbitori de rusă (3,18%) și română (1,52%).